# Sport Billy
Sport Billy é uma série animada televisiva de 1980 feita pela Filmation Associates, exibida inicialmente na Alemanha. Os anos 1979-1980 separaram as temporadas, foram apenas escritos os argumentos em datas, que o livro lançado em 1993 de Animação pela Filmation, erroneamente afirmado como sendo datas oficiais de estréia, mas oficialmente era um único episódio de uma série de 26 episódios que estreou na Alemanha, além de outras partes da Europa em 1980. Em 1982, a Filmation veiculou o show para os EUA pelo processo de syndication, e também como um substituto de verão na programação infanto-juvenil das manhãs de sábado da NBC. Foi a última série produzida pela Filmation Associates a ser exibida pela NBC. Em Portugal foi exibido pelo canal RTP. No Brasil foi exibido pela extinta Rede Manchete em 1983, como parte dos programas infantis Clube da Criança (apresentado pela Xuxa) e Circo Alegre (aprentado pelo palhaço Carequinha).

## Visão Global
Sport Billy era originalmente uma história em quadrinhos Europeia, o personagem já teve presença na Europa e algumas partes da América Latina. Sport Billy Productions, proprietários da franquia Sport Billy, licenciou a propriedade para o estúdio norte-americano Filmation para criar um desenho animado baseado no personagem. Sendo um personagem Europeu, o principal esporte do Sport Billy era o futebol, e isso foi mostrado na abertura da série da Filmation.
Sport Billy foi adotado pela FIFA como o mascote do Fair Play para a Copa do Mundo da FIFA, e um troféu do personagem foi entregue à seleção que teve espírito esportivo em cada Copa do Mundo. Este personagem foi usado como mascote em muitos programas  esportivos internacionais para a juventude, promovendo espírito esportivo e jogo limpo.
A série é composta por 26 episódios. Também foi mostrado no Reino Unido, França, Gibraltar, Itália, Iugoslávia, Brasil, Austrália, Nova Zelândia, Grécia, Chipre, Espanha, Turquia, Peru, México, Portugal e demais países. Sport Billy foi dublado em inglês por Lane Scheimer, filho do produtor Lou Scheimer. Lilly e Rainha Vanda foram dubladas pela Joyce Bulifant e Willy e foi dublado por Frank Welker.

## Enredo
A história gira em torno de um garoto chamado Sport Billy que é do planeta Olympus (um planeta gêmeo da Terra, no lado oposto do Sol), que é povoado por seres atléticos com aparência de deuses. O próprio Billy tem uma maleta esportiva mágica que muda de tamanho - o Omni-Sac - que serve de ferramenta multi-uso, da qual ele precisa. Ele viaja para a Terra numa missão para promover o trabalho em equipe e espírito esportivo. Descrito pela música-tema da série como um "herói de outro planeta", Billy enfrenta a malvada Rainha Vanda e seu capanga com aparência de gnomo, Snipe. A missão de Vanda é destruir todos os esportes na galáxia, que causam ojeriza a ela.
Billy é auxiliado por dois fiéis companheiros, uma garota chamada Lilly e um cachorro falante chamado Willy. O trio viaja em torno de uma viagem no tempo numa Nave espacial, que se assemelha a um despertador gigante, com uma campainha tocando, e montado sobre dois motores de foguete. Em cada episódio da série, o trio viaja no tempo para salvar um esporte diferente Terra das garras da Rainha Vanda.

## Lista de Episódios
| Nº | Título                           | Data de estreia original |
| -- | -------------------------------- | ------------------------ |
| 1  | "Combate no Tempo"               | 16 Setembro 1979         |
| 2  | "Problema em Tóquio"             | 23 Setembro 1979         |
| 3  | "Fiesta Mexicana"                | 30 Setembro 1979         |
| 4  | "Retornando para Olympus"        | 7 Outubro 1979           |
| 5  | "Quebra-cabeça Chinês"           | 14 Outubro 1979          |
| 6  | "Trabalho em equipe"             | 21 Outubro 1979          |
| 7  | "Mau tempo à vista"              | 28 Outubro 1979          |
| 8  | "Uma Voz na Selva"               | 4 Novembro 1979          |
| 9  | "A Roda da Fortuna"              | 11 Novembro 1979         |
| 10 | "Esconde-Esconde"                | 18 Novembro 1979         |
| 11 | "O Poder do Omni-sac"            | 25 Novembro 1979         |
| 12 | "Uma Corrida no Espaço"          | 2 Dezembro 1979          |
| 13 | "Prova de fogo"                  | 9 Dezembro 1979          |
| 14 | "A Grande Tacada"                | 16 Dezembro 1979         |
| 15 | "Mil e Uma Noites e Dias Árabes" | 23 Dezembro 1979         |
| 16 | "Confusão em dobro"              | 30 Dezembro 1979         |
| 17 | "Viking por um Dia"              | 14 Setembro 1980         |
| 18 | "O Monstro do Lago"              | 21 Setembro 1980         |
| 19 | "O Mistério da Caverna Russa"    | 28 Setembro 1980         |
| 20 | "Rah! Rah! Billy!"               | 5 Outubro 1980           |
| 21 | "Perigo no Peru"                 | 12 Outubro 1980          |
| 22 | "Uma Aventura em Atenas"         | 19 Outubro 1980          |
| 23 | "Pura Sorte"                     | 26 Outubro 1980          |
| 24 | "O Mistério do Taj Mahal"        | 2 Novembro 1980          |
| 25 | "Uma Aventura na Austrália"      | 9 Novembro 1980          |
| 26 | "Uma Estória de Dois Billys"     | 16 Novembro 1980         |

## Anúncios de serviço público
Em adição a esta série, também havia dez comerciais de 30 segundos de duração de serviço público produzidos pela Michael Sporn Animation para a TV em processo de syndication, durante o período em que a série foi ao ar. Essas vinhetas também ensinam o valor da jogo limpo e espírito esportivo, mas sem o enredo da série.